# Potanthus palnia
Potanthus palnia, tiếng Anh thường gọi là Palni Dart, là một loài bướm thuộc họ Bướm nhảy.